# Rhinoblemma unicorne
Rhinoblemma unicorne är en spindelart som först beskrevs av Carl Friedrich Roewer 1963. 
Rhinoblemma unicorne ingår i släktet Rhinoblemma och familjen Tetrablemmidae. Inga underarter finns listade i Catalogue of Life.